# Дамска превръзка
Дамската превръзка е абсорбиращ хигиенен продукт, използван от жените по време на менструален цикъл, след раждане, аборт или вагинална хирургическа интервенция, или при всеки друг случай на кръвотечение от вагината. За разлика от дамските тампони, които се поставят във вагината, превръзките се използват външно, между вулвата и бельото.
Дамските превръзки са подобни на продукти за абсобриране на урина като бебешки памперси и продукти (превръзки, пелени) за инконтиненция у възрастни, които се отличават със своята по-висока хигроскопичност.
Съществуват различни видове дамски превръзки:
- за многократна или за еднократна употреба – превръзките за многократна употреба се правят от плат и могат да се перат; ползват се от различни съображения, но най-вече икономически, екологични и здравословни, заради липсата на химикали, парфюми и алергени, които могат да раздразнят кожата и лигавицата на жената.
- според дебелината и способността за абсорбция – ултратънки (при съвсем леко кръвотечение в последните дни от цикъла), обикновени (дневни), нощни;
- със или без „крилца“ – така наречените „крилца“ са разширения на превръзката отстрани, които се подлепват за долната част на бельото за допълнителна устойчивост и също могат да абсорбират течността, макар и в по-малка степен, като така предпазват от изтичания.

Някои превръзки са и слабо ароматизирани с цел да прикриват естествената миризма на менструалната кръв. Друга екстра, която се предлага към продукта, са найлонови пликчета за изхвърляне на използваните превръзки.